# Marooned (film, 1913)
Marooned est un film muet américain réalisé par James Kirkwood et sorti en 1913.

## Fiche technique
- Titre : Marooned
- Réalisation : James Kirkwood
- Production : Victor Film Company
- Distribution : Universal Film Manufacturing Company
- Genre : Drame romantique
- Dates de sortie : 
  -  États-Unis : 25 juillet 1913

## Distribution
- James Kirkwood : le pêcheur
- Gertrude Robinson : la fille du capitaine
- Howard Crampton : le capitaine
- Fred Kelsey